# 4K

Порівняння роздільної здатності 4K, 2K і HDTV

4K — акронім (від 4 кілопікселі) для позначення роздільної здатності в цифровому кінематографі і комп'ютерній графіці, приблизно відповідне 4 000 пікселів  по горизонталі.
На відміну від позначення роздільної здатності в телебаченні, яке відштовхується від кількості рядків і, відповідно, кількості елементів зображення по вертикалі, в кінематографі роздільна здатність відраховується по довгій стороні кадру. Такий принцип обраний через те, що у цифровому кіно, на відміну від телебачення високої чіткості, існують різні стандарти співвідношення сторін екрану. У цьому разі зручно відштовхуватися від горизонтальної роздільної здатності, яка залишається постійною, в той час як вертикальна змінюється відповідно до висоти кадру.
Роздільній здатності 4K відповідає кілька різних розмірів зображення в пікселях.
| Стандарт          | Роздільна здатність, пікселів | Співвідношення сторін | Всього пікселів |
| ----------------- | ----------------------------- | --------------------- | --------------- |
| Повнокадровий 4K  | 4096 × 3112                   | 1,32:1                | 12 746 752      |
| Академічний 4K    | 3656 × 2664                   | 1,37:1                | 9 739 584       |
| Широкоекранний 4K | 4096 × 1714                   | 2,39:1                | 7 020 544       |
| Кашетований 4K    | 3996 × 2160                   | 1,85:1                | 8 631 360       |

Роздільна здатність 4K перевершує інший стандарт — 2K — приблизно вдвічі по кожній стороні кадру, тобто приблизно у чотири рази по кількості пікселів.
З 24 жовтня 2012 роздільна здатність 4K, прийнята також для телебачення надвисокої чіткості, позначається як Ultra HD. Рішення прийнято Асоціацією споживачів електроніки (CEA).